# Lils Mackintosh

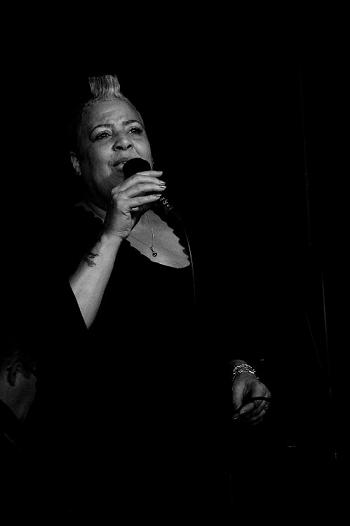
Lils Mackintosh in Den Haag

Lils Mackintosh (* 11. Juni 1955 in Amsterdam; † 5. Dezember 2023) war eine niederländische Jazz- und Blues-Sängerin.

## Leben und Wirken
Lils Mackintosh war eine niederländische Sängerin, Komponistin, Schauspielerin und Schriftstellerin. Sie war die Tochter des surinamischen Sängers Max Woiski jr. und Enkelin des Musikers Max Woiski sr. Mit siebzehn Jahren brach sie eine Berufsausbildung ab, um eine musikalische Karriere anzustreben. Lils arbeitete unter anderem zusammen mit Oscar Peterson, B.B. King, Scott Hamilton, Rita Reys, dem Rosenberg Trio, Cor Bakker, Madeline Bell, Hans Dulfer, Candy Dulfer, Louis van Dijk, The Beets Brothers, Georgie Fame und der Dutch Swing College Band.

### Die ersten Jahre (1972–1990)
Als Tochter, deren Eltern in der Musikindustrie arbeiteten, war eine Karriere auf diesem Weg ein logischer Schritt. Lils wurde durch ihre Rolle in den Musical Hair eine professionelle Künstlerin. Weiter spielte sie eine Hauptrolle in der niederländischen Rock-Oper Ik, Jan Cremer und in dem Musical Barnum.
Nach dieser Periode spielte sie in verschiedenen Rock- und Hardrock-Bands und machte zusätzlich mehrere Touren, z. B. eine umfangreiche Tour in den Sudan, nach Kuwait und Ägypten. Dies war auch die Zeit in ihrer Karriere, in der sie mit Jazz-Legenden wie Oscar Peterson und BB King zusammenarbeitete.
Im Jahr 1977 hatte Lils ihre erste Jazz-Single veröffentlicht: eine neue Version des Rogers & Hart Klassikers „My Funny Valentine“.

### Der Übergang zum Jazz (seit 1990)
Der Gewinn der niederländischen Jazzconcours in Breda führte zu einer großen musikalischen Veränderung. Lils entschied sich, sich auf den Jazz zu konzentrieren. Sie hatte viele Auftritte in Europa und den Vereinigten Staaten und war regelmäßiger Gast beim North Sea Jazz Festival. 1993 wurde ihr Debüt-Album veröffentlicht, It’s Not Perfect to Be Easy. Sie erhielt eine Anerkennung für dieses Album mit der Nominierung für einen Edison Jazz Award. Zwei weitere Alben wurden in diesem Zeitraum veröffentlicht: This is the strangest life I’ve ever known (1994), gefolgt von Seasons (1997).
Ihre Karriere nahm mit der Gründung der „Lils Mackintosh & The Swing Cats Band“ im Jahr 1998 eine neue Richtung. Diese Periode markiert auch die Rückkehr zum Theater mit der „Jazznacht Theater Tour“, zusammen mit The Beets Brothers, The Stylus Horns und dem Rosenberg Trio.
Ihr viertes Studio-Album Black Girl von dem renommierten Saxophonisten Hans Dulfer produziert; es war eine Hommage an den amerikanischen Blues-Sänger und Gitarrist Huddie Ledbetter. Das Album wurde 1999 veröffentlicht und machte einen großen Eindruck auf die Jazz-Szene.
Das Album „In the Wee Small Hours of the Morning“ (2002) war eines der ersten Multichannel-SACD-Albums und wurde von Kritikern und Musikliebhabern positiv besprochen. Noch im selben Jahr veröffentlichten The Beets Brothers die erste niederländische Jazz-DVD mit Lils und Hans Dulfer. Die Zusammenarbeit mit dem Saxophonisten Wouter Kiers führte zum Konzept-Album Comes Love im Jahr 2005. Alle Songs beschäftigten sich mit verschiedenen Aspekten der Liebe und menschlichen Beziehungen.
Am Ende der Tour durch Europa veröffentlichte Lils Mackintosh das Album About Crazy (2008). Das Album ist ein intimes Porträt einer Künstlerin, die große Höhen und Tiefen in ihrem persönlichen Leben gesehen hat. Die Sound des klassischen Hammond-Orgel wird dabei für einen einzigartigen, melancholischen Sound genutzt. Das Album war auch der Anfang ihrer Zusammenarbeit mit dem niederländischen Saxophonisten Clous van Mechelen.
Das Album A Fine Romance (2010) ist ein Remastering ihres ersten Albums. Diese Version enthält eine ideale Balance zwischen der Stimme und der Band.
Das 2012 herausgekommene Album Lils 40 Years on Stage bietet eine Retrospektive. Aufgenommen wurde es 2011 im Tonstudio des Labels Sound Vision Studio Arnhem mit den Musikern Clous van Mechelen und Hans Dulfer am Tenorsaxofon, George Konings an der Gitarre, Cajan Witmer am Flügel und der Fender Rhodes Orgel, Harm Wijntjes am Kontrabass, Kim Weemhof am Schlagzeug.

### Meisterkurse
Lils Mackintosh hatte immer den Wunsch, ihre Erfahrung und ihre Leidenschaft für den Gesang mit Anderen zu teilen. 1995 begann sie daher, Meisterkurse und Workshops bei Jazz-Festivals und in Theatern zu geben.

## Diskografie

### Studio-Aufnahmen
- It’s not perfect to be easy (1993)
- This is the strangest life I’ve ever known (1994)
- Seasons (1997)
- Black girl (1999)
- Comes love (2005)
- About crazy (2008)
- A fine romance (2010)
- Lils 40 years on stage (SVN 2012)

### Live-Aufnahme
- In the wee small hours of the morning (2002)

### DVD-Aufnahme
- Beets Brothers Live in Holland (DVD) feat. Hans Dulfer and Lils Mackintosh (2003)

### Zusammenarbeit mit anderen Künstlern
- The Beets Brothers – Live in Holland (CD, 2003)
- The Andrew Read Trio – Winter of My Dreams (2004)
- The Dutch Swing College Band – A Happy Dixie Christmas (2005)
- The Dutch Swing College Band – When You’re Smiling (2007)

### Theater
- Hair – Rockoper (1972)
- Hard rose, knal blauw – Theaterstück (1983)
- IK, Jan Cremer – Rockoper (1984)
- Barnum – Musical(1989)
- The Jazz Night – Theatershow mit unter anderem das Rosenberg Trio (1998)
- Kookrevue – mit Joop Braakhekke (2000)
- LILS-SSST – Talkshow (2007)

## Auszeichnungen und Nominierungen
- 1983: Werftheaterprijs – Produktion von Hard Rose („knal blauw“)
- 1990: Vocalistenprijs – Nederlands Jazzconcours Breda
- 1993: Edison-Jazz-Award-Nominierung – CD It’s not perfect to be easy
- 2000: Edison Jazz Award – CD Black Girl